# Дурдыев, Мейлис Сердарович
Мейлис Сердарович Дурдыев (туркм. Meýlis Serdarowiç Durdyýew; 26 мая 2002, Туркменабад) — туркменский футболист, левый защитник и опорный полузащитник клуба «Аркадаг» и сборной Туркменистана.

## Биография
Воспитанник 14-й спортивной школы Туркменабата, первый тренер Тимур Хусайинов. Начинал взрослую карьеру в клубе высшей лиги Туркменистана «Копетдаг» (Ашхабад), где проходил военную службу, а затем в «Энергетике» (Мары). В 2023 году перешёл во вновь созданный клуб «Аркадаг», с которым в том же сезоне стал чемпионом и обладателем Кубка Туркменистана.
Выступал за молодёжную (до 21 лет) и олимпийскую (до 23 лет) сборную Туркменистана.
16 ноября 2023 года дебютировал в национальной сборной Туркменистана в матче отборочного турнира чемпионата мира против Узбекистана (1:3) и в этой же игре забил свой первый гол.